# أولاد محمد لمحارزة (أولاد حمدان)
أولاد محمد لمحارزة هي إحدى مشيخات المملكة المغربية، تتبع جغرافيا لإقليم الجديدة وإداريًا لأولاد حمدان. يقدر عدد سكانها بـ 1515 نسمة حسب الإحصاء الرسمي للسكان والسكنى لسنة 2004.